# Артутюнян, Сагател Мамиконович
Сагател Мамиконович Аратюнян (арм. Սաղաթել Մամիկոնի Հարությունյան) (20 марта 1921, Бамбакашат, Армянская ССР — 3 июня 2005, Ереван, Армения) — советский и армянский драматург, переводчик, писатель, поэт, прозаик, редактор и сценарист. Заслуженный деятель культуры Армянской ССР (1968).

## Биография
Родился 20 марта 1921 года в Бамбакашате. В 1938 году поступил в Ереванский педагогический колледж, который окончил в 1940 году. В 1940 году поступил на литературный факультет ЕрПИ, который окончил экстерном в 1941 году, одновременно с этим с 1939 по 1941 год работал в различных должностях. В 1941 году был мобилизован в армию в связи с началом ВОВ и на фронте служил подводником и стрелком. После демобилизации в 1946 году работал учителем при ЦК ВЛКСМ. Являлся также сценаристам, написавшим ряд сценариев для кинематографа. Начиная с 1956 года попробовал себя в области журналистики — с 1956 по 1969 год занимал должность главного редактора журналов Пионер и Цицернак. В 1969 году по приглашению Л. И. Брежнева переехал в Москву и устроился в Литературную газету редактором. В 1978 году решил вернуться обратно и вплоть до распада СССР занимал должность секретаря Союза писателей Армянской ССР, также являлся членом Союза писателей СССР. В качестве драматурга и писателя издал сборники пьес, рассказов и сказок, в качестве поэта писал лирические стихотворения. Являлся также переводчиком многочисленных зарубежных произведений.
Скончался 3 июня 2005 года в Ереване.

## Фильмография

### Сценарист
- 1944 — Давид Бек
- 1961 — Перед восходом

## Награды
- Орден Отечественной войны 1 степени (06.11.1985)[1]
- Орден Дружбы народов (19.03.1981)
- Орден Красной Звезды (07.05.1945)[2]
- Орден «Знак Почёта» (05.04.1971)
- Медаль «За отвагу» (11.09.1945)[3]
- Заслуженный деятель культуры Армянской ССР (1968).